# Clive Bunker
Clive William Bunker (n. 30 decembrie 1946 în Luton, Bedfordshire, Anglia) a fost bateristul original al trupei britanice, Jethro Tull între 1967 și 1971. Bunker a părăsit formația după lansarea albumului Aqualung, pentru a se căsători. A fost înlocuit de Barriemore Barlow, un prieten de-al lui Ian Anderson.